# ويليام كوان
ويليام كوان هو سياسي كندي، ولد في 25 أكتوبر 1825 بمقاطعة ليتريم في جمهورية أيرلندا، وتوفي في 7 يناير 1899 في كندا.